# 克里斯托弗·波尔吉
克里斯托弗·波尔吉（英語：Ernest John Christopher Polge，1926年8月16日—2006年8月17日）是一位英国冷冻生物学家，1983年当选英国皇家学会会士，1988年获沃爾夫農業獎，1992年获日本国际奖。